# 2012 VS113
2012 VS113, também escrito como 2012 VS113, é um objeto transnetuniano (TNO) que está localizado no disco disperso, uma região do Sistema Solar. O mesmo possui uma magnitude absoluta de 7,1 e tem um diâmetro com cerca de 167 km.

## Descoberta
2012 VS113 foi descoberto no dia 12 de novembro de 2012 pelo The Dark Energy Survey.

## Órbita
A órbita de 2012 VS113 tem uma excentricidade de 0,309 e possui um semieixo maior de 55,015 UA. O seu periélio leva o mesmo a uma distância de 38,042 UA em relação ao Sol e seu afélio a 71,988 UA.